# Gare de Vinye
La gare de Vinye (en hongrois : Vinye vasútállomás) est une gare ferroviaire hongroise de la ligne 11 de Győr à Veszprém, située sur le territoire de la Localité de Bakonyszentlászló dans le comitat Győr-Moson-Sopron.
C'est une halte voyageurs de la Magyar Államvasutak (MÁV) desservie par des trains locaux.

## Situation ferroviaire
Établie à 269 mètres d'altitude, la gare de Vinye est située au point kilométrique (PK) 45 de la ligne 11 de Győr à Veszprém (voie unique), entre les gares de Bakonyszentlászló et de Porva-Csesznek.

## Service des voyageurs

### Accueil
Halte MÁV, c'est un point d'arrêt non géré (PANG) à accès libre.

### Desserte
Vinye est desservie par des trains omnibus de ligne 11 de la MÁV.

### Intermodalité
Le stationnement des véhicules est possible à proximité.